# Тенисон, Карл Яковлевич
Карл Я́ковлевич Тенисо́н (18.01.1897, Муянская волость, Вольмарский уезд, Лифляндская губерния — 10.9.1938, Москва) — деятель ГПУ/НКВД СССР, майор государственной безопасности, нарком внутренних дел Карельской АССР. Входил в состав особой тройки НКВД СССР, внесудебного органа уголовного преследования.

## Биография
Карл Яковлевич Тенисон родился 18 января 1897 года в Муянской волости, Вольмарского уезда Лифляндской губернии в бедной крестьянской семье, латыш.
В 1906—1911 годах учился в сельской школе, экстерном закончил 3 класса городского училища в Вольмаре.
Работал учеником столяра в Риге до 1915 года, потом на подённой работе и безработный в Вольмаре. В апреле-декабре 1916 года лечился в больнице.
В 1916—1918 годах призывался в русскую армию, рядовой 6-го запасного полка, заболел тифом, лечился в госпитале с декабря 1916-го по март 1917 года.
Член РСДРП(б) с 1917 года.
Участник Первой мировой войны с апреля 1917-го по апрель 1918-го, пулемётчик 4-го латвийского стрелкового полка, был контужен. После контузии с апреля по декабрь 1918 года жил в Вольмаре.
После установления советской власти в Латвии с декабря 1918 г. милиционер, старший милиционер Вольмарской городской милиции до мая 1919 года. С отступлением Красной Армии — сотрудник разведотдела Штаба 15-й армии (май 1919 — май 1920), вёл нелегальную деятельность в Латвии.
Дальнейшая деятельность была связана с работой в органах ВЧК-ОГПУ-НКВД.
С мая 1920 года — в управлении Особого отдела 15-й армии.
С ноября 1920 года по январь 1921 года — сотрудник Особого отдела 16-й армии.
С января 1921 года по июнь 1921-го — сотрудник Особого отдела 17-й стрелковой дивизии.
С июля 1921 года по январь 1923-го — начальник агентуры 6-го пограничного отделения ВЧК Себежа.
С января 1923-го по ноябрь 1924 года — начальник Отделения Витебского губотдела ГПУ.
С ноября 1924-го по февраль 1926 года — уполномоченный Смоленского губотдела ГПУ по Гжатскому уезду.
С февраля 1926 года — уполномоченный Смоленского губотдела ГПУ по Вяземскому уезду, помощник начальника Особого отдела 29-й стрелковой дивизии.
С апреля 1926 года по март 1928-го — начальник Особого отдела 29-й стрелковой дивизии.
С марта 1928 года по июнь 1931 — начальник Особого отдела 4-го стрелкового корпуса, 27-й стрелковой дивизии.
С июня 1931 года по август 1933 года — начальник Мозырского оперативного сектора ГПУ и одновременно начальник Особого отдела 3-й стрелковой дивизии. В этот период познакомился со своим высокопоставленным соотечественником Л.Заковским, который помог в его продвижении по карьерной лестнице.
С августа 1933 год по июль 1934 года — начальник Гомельского оперативного сектора ГПУ, затем до сентября 1934 года — начальник Гомельского оперативного сектора НКВД, затем до февраля 1935 года —начальник Управления рабоче-крестьянской милиции НКВД Белорусской ССР.
В январе-феврале 1935 года — помощник наркома внутренних дел Белорусской ССР по милиции.
В феврале 1935 года переведён помощником начальника Управления НКВД Восточно-Сибирского края, начальником Управления рабоче-крестьянской милиции Управления НКВД Восточно-Сибирского края.
С декабря 1935 года — начальник Управления НКВД по Автономной Карельской АССР.
15 сентября 1936 года присвоено воинское звание капитана госбезопасности, 26 мая 1937 года — майора.
С февраля 1937 года — нарком внутренних дел Карельской АССР. Этот период отмечен вхождением в состав Особой тройки НКВД, созданной по приказу НКВД СССР от 30.07.1937 № 00447 и активным участием в сталинских репрессиях. На 28 заседаниях этого внесудебного органа Карельской АССР подписал более 4 000 приговоров.
В январе 1938 года освобожден с должности и переведён на хозяйственную работу, с марта 1938 года — начальник Лесного отдела Главного управления исправительно-трудовых лагерей НКВД СССР.

## Инициатор «финской операции»
Исследуя т. н. национальные операции НКВД, немецкий историк В.Дённингхаус указывает, что в ходе Большого террора присутствовала известная доля местной «инициативы», когда центру приходилось санкционировать уже начатые на местах ретивыми руководителями НКВД «дополнительные» репрессии в отношении «националов».
10 мая 1937 г. Тенисон отправил в Москву список 259 «реэмиграционно и контрреволюционно настроенных» финперебежчиков с указанием основных пунктов их концентрации: Петрозаводск (около 3500 человек), Прионежский (около 2500 человек) и Кондопожский (около 1000 человек) районы. Предлагалось «всех перебежчиков, состоявших на особом учёте НКВД, изъять, частью выселив из СССР, частью переселив в тыловые области Союза».
«Чистку» финнов органы НКВД Ленинградской области и Карелии начали по собственной инициативе в сентябре-октябре 1937 г. без специальных постановлений Политбюро ЦК ВКП(б) или приказов НКВД СССР.
К. Я. Тенисон, выполняя директивы центра по "разработке нацконтингентов, требовал от своих подчиненных регулярного сбора компромата по «финской линии» и «тщательного учёта всех финских националистических элементов, прежде всего из числа политэмигрантов, бывших социал-демократов, бывших членов ФКП и ВКП(б), финперебежчиков, финно-американцев и шведов». Он жаловался наркому Ежову на отсутствие официальных директив по финнам и получил одобрение своих действий, хотя официального приказа так и не было выпущено, хотя в ноябре 1937 г. проект такого документа был разработан.
«Финская» операция в Карельской АССР опиралась на два документа НКВД СССР: «польский приказ» (№ 00485) и приказ «Об операции по репрессированию перебежчиков — нарушителей госграницы СССР» (№ 00693 от 23 октября 1937 г.). В декабре 1937 г. Карелия подготовила первые «списки-альбомы» по финнам, обвиняемым в «шпионаже и диверсионной деятельности», расширив таким образом масштабы «чистки»: только по первым девяти «альбомам», отосланным в Москву, были осуждены 900 чел., из них 727 (80,8 %) приговорены к расстрелу.
В отчете о первых итогах «финской» операции на имя Ежова и Фриновского от 10 января 1938 года нарком Тенисон указал, что из 874 арестованных 59 являлись «резидентами финской разведки», 283 — «агентами», 480 — «участниками контрреволюционных националистических повстанческих и диверсионно-вредительских организаций». По «польской» и «латышской» операциям подверглись репрессиям только 194 чел.
Операция была завершена уже после отстранения Тенисона: в районах проживания финского населения аресты «подозрительных лиц» происходили ежедневно, нередко прямо на улице, а с крупных карельских предприятий (Кондопожский бумажный комбинат и Петрозаводская лыжная фабрика) арестованных финнов транспортировали целыми грузовиками. Согласно очередной докладной записке, направленной Ежову 9 июня 1938 г., «в числе арестованных в 1937-38 гг. финнов оказалось шпионов 2 100 чел., или 20 % от всего числа финнов, проживающих в Карелии…»
В общей сложности в ходе массовых операций в Карелии было репрессировано примерно 2,2 % населения, что намного превышает средний показатель по стране: 0,8 % населения. Доля репрессированных карелов составила 2,8 %, а доля финнов беспрецедентна — от 21,4 до 33,4 %, то есть каждый пятый или даже третий, указывает карельский историк Ирина Ракала.

## Завершающий этап
Арестован 28 апреля 1938 г. в рамках дела «Латышского национального центра», которое сам продвигал в Карелии в рамках других национальных операций НКВД, арестовав 141 поляка и 53 латышей. В ходе следствия дал признание о работе в латвийской охранке и показания о контрреволюционной деятельности в Карелии. 13 июля 1938 года ему было предъявлено обвинение по статьям 58-16-8-11 УК РСФСР.
Умер во время следствия 10 сентября 1938 года в больнице Бутырской тюрьмы «при явлениях сердечной недостаточности».
В 1956 году в результате проверки, проведённой Прокуратурой СССР, обвинения в измене Родине и контрреволюционной деятельности были сняты. Одновременно было установлено, что Тенисон нарушал социалистическую законность, производил незаконные аресты советских граждан, то есть совершил преступление, предусмотренное статьёй 193-17 «б» УК РСФСР (злоупотребление властью, при наличии особо отягчающих обстоятельств), карающееся смертной казнью.

## Награды
- 1927 — наградное оружие от коллегии ОГПУ
- 22.5.1932 — Орден Трудового Красного Знамени БССР
- 20.12.1932 — Почётный сотрудник ВЧК-ГПУ (XV)[2]